# Akropolis Group

Akropolis Group logo

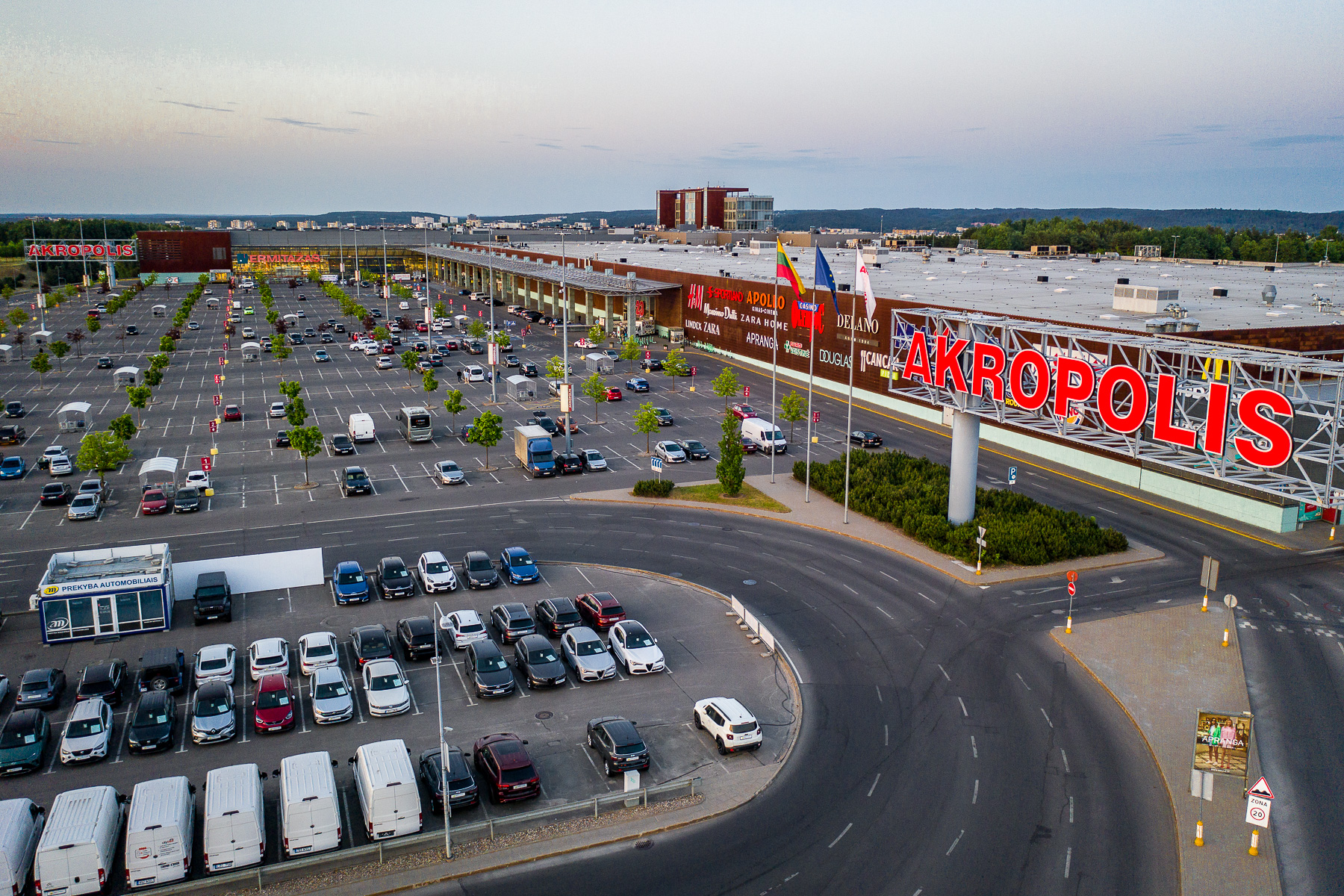
Akropolis in Vilnius (2023)

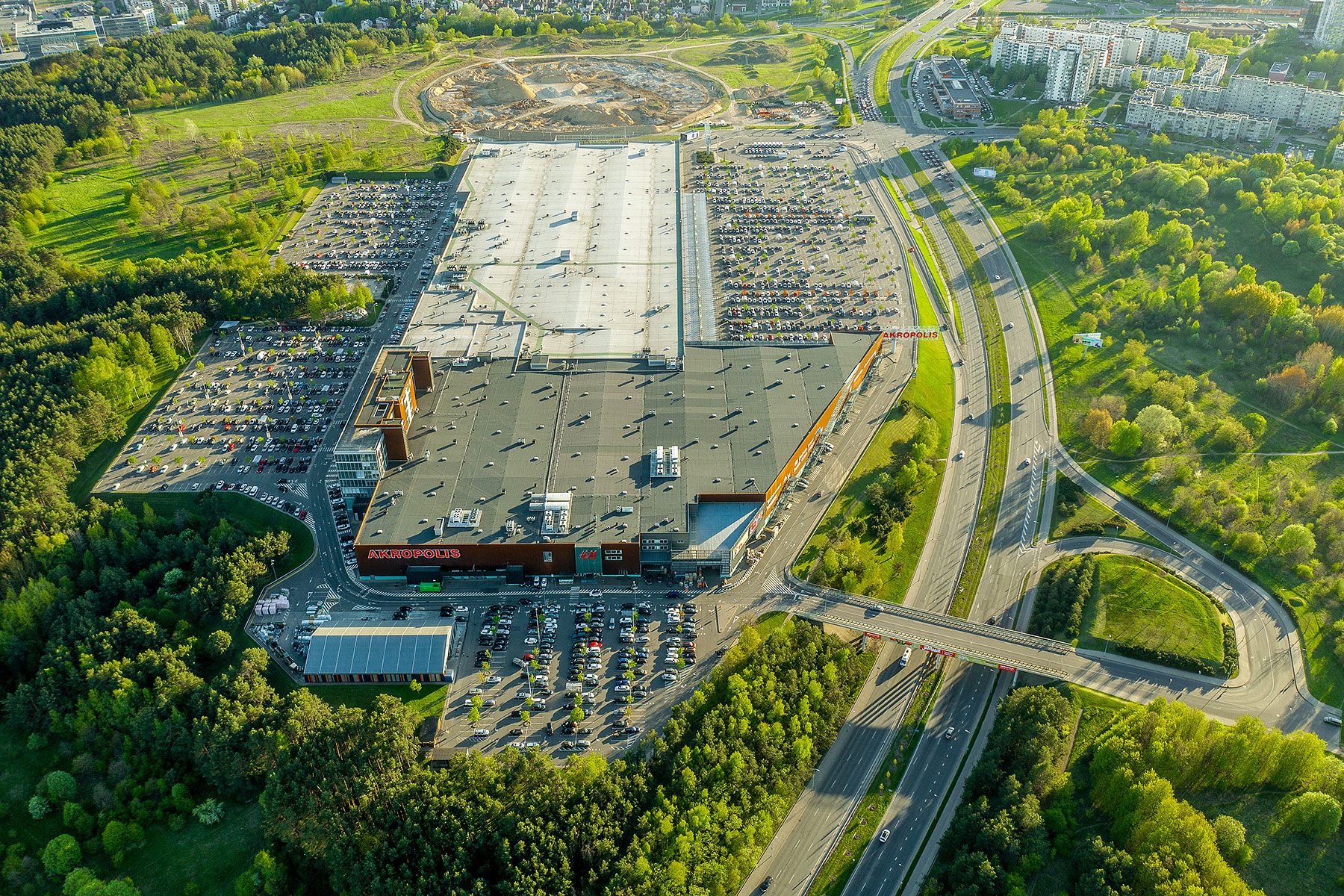
Akropolis in Vilnius (2022)

Die Uždaroji akcinė bendrovė Akropolis Group ist ein litauisches Unternehmen (Holding). Es gehört dem Konzern „Vilniaus prekyba“. „Akropolis Group“ verwaltet große Handelszentren in Vilnius, Klaipėda, Šiauliai (Litauen); Riga (Lettland), Narva (Estland) und Sofia (Bulgarien). Das Vermögen der Holding beträgt 535 mln. Euro (2009).

## Handelszentren
- Akropolis (Šeškinė), Vilnius
- Akropolis (Vingis), Vilnius
- Akropolis (Kaunas)
- Akropolis (Klaipėda)
- Akropolis (Šiauliai)
- AKROPOLE Riga (Riga)
- AKROPOLE Alfa (Riga)

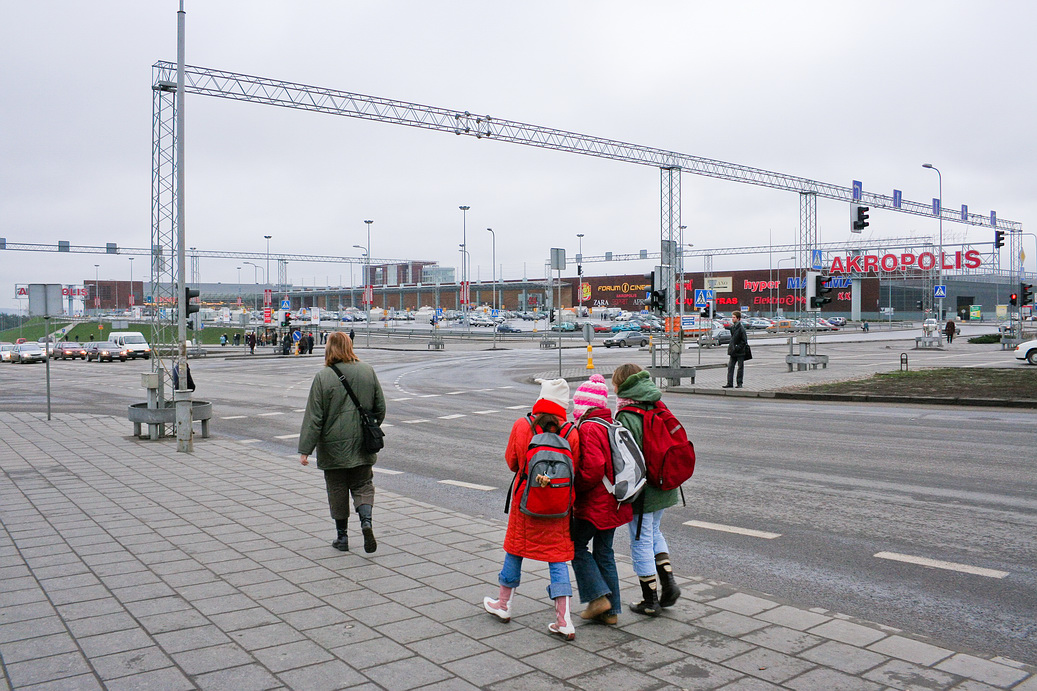
„Akropolis“ in Vilnius (110.000 m²), eröffnet 2002
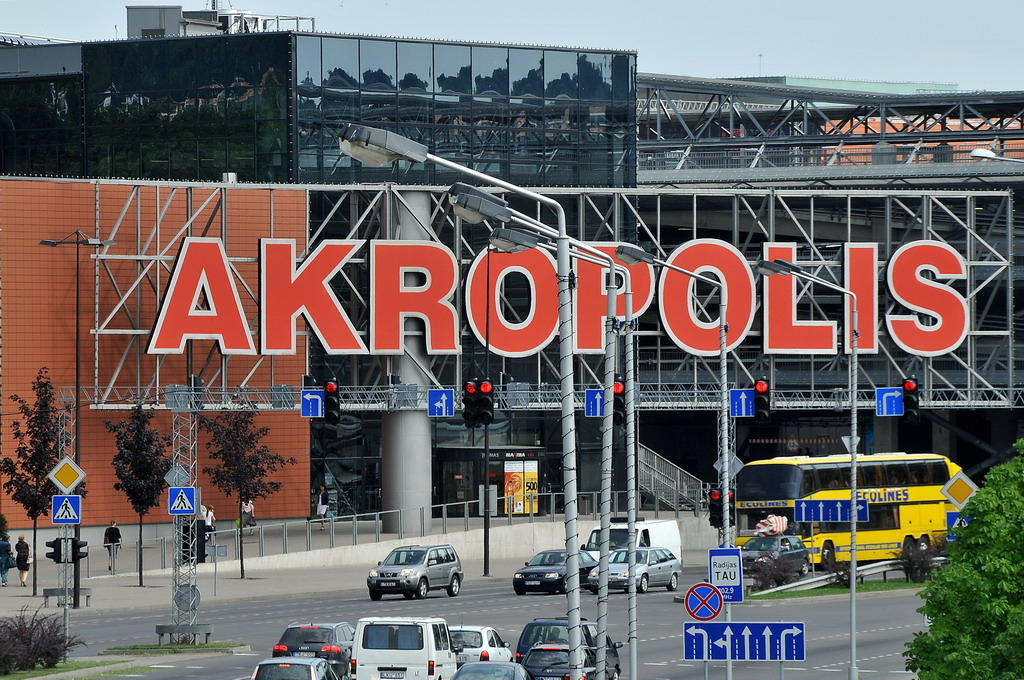
Akropolis in Kaunas
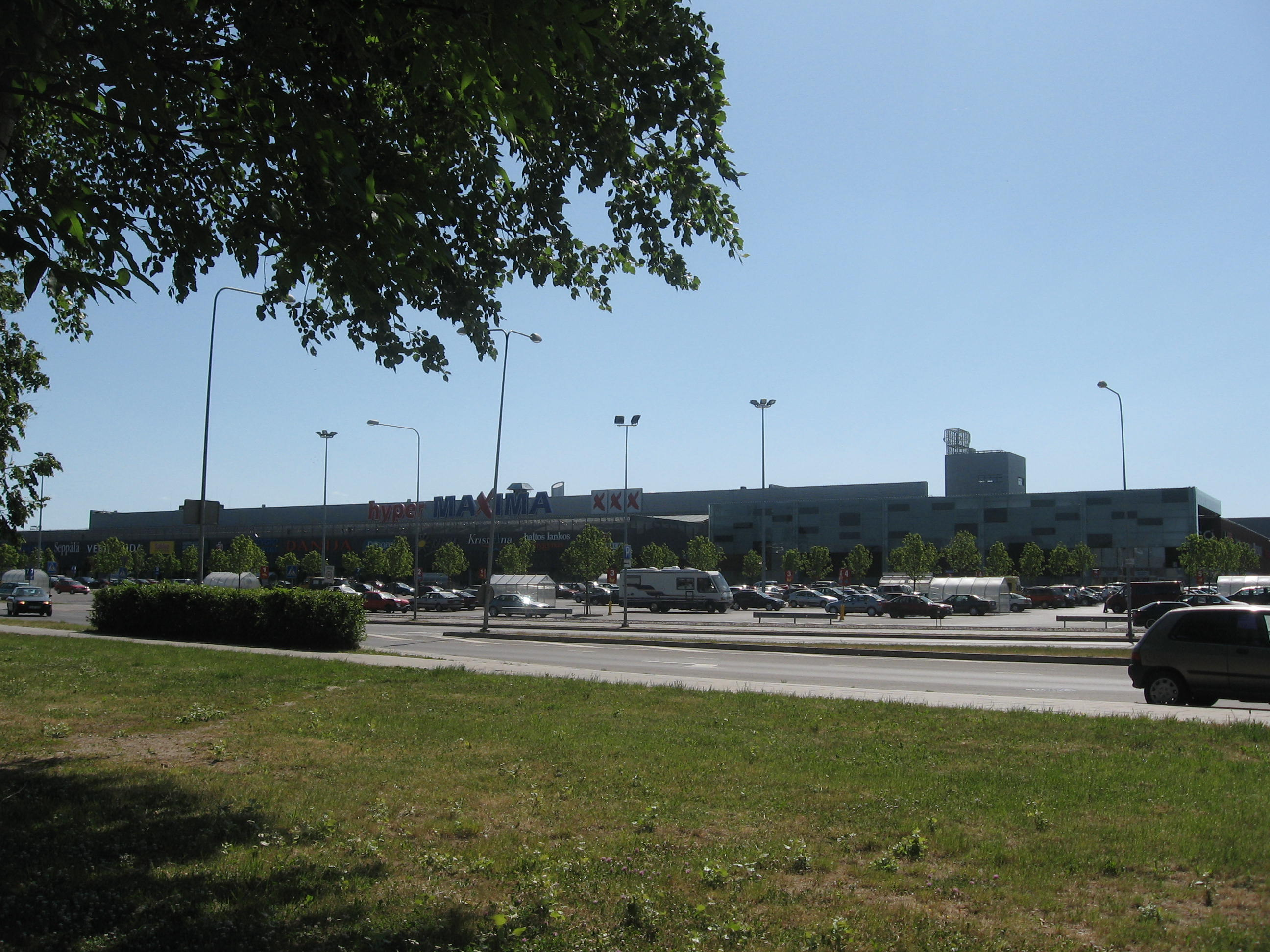
Akropolis in Klaipėda

## Leitung
- bis 2010: Mindaugas Marcinkevičius (* 1971)[2]